# NGC 794
NGC 794 is een elliptisch sterrenstelsel in het sterrenbeeld Ram. Het hemelobject werd op 15 oktober 1784 ontdekt door de Duits-Britse astronoom William Herschel.

## Synoniemen
- IC 191
- PGC 7763
- UGC 1528
- MCG 3-6-24
- ZWG 461.31